# Palumbia nova
Palumbia nova är en tvåvingeart som först beskrevs av Hull 1937.  Palumbia nova ingår i släktet Palumbia och familjen blomflugor. Inga underarter finns listade i Catalogue of Life.